# إسماعيل الولي
إسماعيل الولي البديري الدهمشي العباسي (1207-1280 هجري) ، شيخ صوفي ومؤسس الطريقة الإسماعيلية بالسودان.

## نسبه
هو العارف بالله، إسماعيل بن عبد الله بن إسماعيل بن عبد الرحيم بابا بن الحاج حمد بن الفقيه بشارة الغرباوي بن الفقيه علي بن برس بن محمد بن كبش بن حنين بن الملك ناصر بن صلاح بن الملك موسى، أو مسو الكبير؛ بن صلاح الملقب بسالا (و الذي أمه هي ابنة غلام الله بن عائد الركابي) , بن السيد محمد البدير دهمش بن بدير بن سرار بن كردم، بن أبي الديس بن بضاعة بن عبد الله بن حرقان بن أحمد الحجازي (691هـ-706هـ، 1292 – 1307م)بن محمد اليمني بن إبراهيم الهاشمي، المشتهر بجعل؛ بن سعد بن السيد الفضل بن السيد عبد الله الحبر بن السيد العباس عم النبي صلى الله عليه وسلم.
فهذه هي النسبة المعهودة على رواية نجل الأستاذ، السيد أحمد المشتهر بالأزهري المستندة على رأي الإمام الثابوري وغيره من مؤرخة العباسيين في السودان والمرجحة على غيرها، ووردت بتدقيق العبدلالبي محقق كتاب السيد العجيمي المنقول من سفر الصحائح التاريخية للعهود الدفارية لمؤلفه الإمام النشري، فرعا آخر للسيد أحمد الحجازي وهو:
أحمد الحجازي (691هـ-706هـ، 1292 – 1307م)بن محمد اليمني بن إبراهيم الهاشمي ابن إدريس بن قيس بن يمن بن عدي بن قصاص بن كرب بن محمد الهاطل بن أحمد الياطل بن محمد ذي الكلاع بن سعد بن الفضل بن العباس بن عبد المطلب، عم رسول الله صلى الله عليه وسلم، إذ أنه لم يُعلم لعبد الله بن العباس نسلا من غير ولده علي جد الخلفاء العباسيين، و في ذلك تفصيل يوجد في مكانه.
هذا وإن الجمع من المؤرخين اتفقوا على أن الأستاذ الشيخ إسماعيل وكل الدهامشة من نسل صلاح أو سالا بن السيد محمد دهمش، والذي والدته هي ابنة غلام الله الركابي المنتسل من جعفر الصادق بن محمد الباقربن علي زين العابدين بن الحسين بن فاطمة زهراء رسول الله صلى الله عليه وسلم، فتلك هي لحمة البديرية والركابية وبطونهم.

## النشأة
ولد الشيخ إسماعيل الولي في حاضرة الأبيض في 1207 هجرية الموافق 1792 ميلادي.
والدته هي السيدة ملكـة الدار بنت ساتي سلمـان بن إبراهيم بن عبد النبي بن الحاج حمد بن الفقيه بشاره الغرباوى ( نسبة لقريته الواقعة غرب النيل). أي هما أبناء عمومة يلتقيان في الحاج حمد. ومازال مكان مشرع ساتي سلمان موجودا في قرية منصوركتي. ومازالت دروس ومقابر ام باب حمد أسلاف الشيخ إسماعيل موجوده في القرية.
- وقد قدم والديه إلى الأبيض من منصوركتي - بالولاية الشمالية- السودان. وتقول الروايات ان السيدة ملكة الدار كانت فيه حبلى عندما رحلوا فوضعته في الأبيض.
- ولد الشيخ إسماعيل بفريق الدناقلة في الأبيض الذي تغير اسمه إلى فريق القبة بعد أن بنى نجل الشيخ، السيد محمد المكي قبة فوق ضريح والده.
- للشيخ إسماعيل أخ شقيق واحد وهو الحاج حمد وأختين شقيقتين وهما الحاجة زينب وعاليه وأخ غير شقيق وهو الفقيه محمد ود دوليب

## تعليمـه والالتقاء بالسيد الختم
حفظ الشيخ إسماعيل الولي القرآن الكريم وهو دون الثامنة من عمره. والمرجح انه قد تلقى علومه الشرعية من والده (بما له من تراث شرعي متصل من جده بشارة الغرباوي تلميذ السيد إبراهيم البولاد ومن اهله فقهاء البيلياب)، وكذلك تعلم على يد علماء الركابية الدناقلة الذين هاجروا معهم إلى الأبيض وقتها مثل الشيخ عربي مكاوي.
- بدأ الشيخ إسماعيل في تعليم أبناء المسلمين القرآن والفقه وهو دون العشرين من عمره بمدينة الأبيض. وعمل على نشرالإسلام في جبال النوبة بجبال (كندكرو وكندكيرا) بمحافظة الدلنج الحالية. وهو أول من أسس خلوة للقرآن الكريم ومسجد بجبال النوبة.

تلقى الشيخ إجازته الصوفية على يد الشريف المكي الحسيني محمد عثمان الميرغني المشتهر بالختم (1208-1268 هـ), المولود بالطائف والثاوي بمقبرة المعلا بمكة المكرمة، هذا بعد أن زار الشيخ بشمال كردفان في عام 1816 على أرجح التقدير، ثم صار خليفته على شمال كردفان وقت أن زار الختم أرض الجزيرة السودانية ورجع وقد وجد أمر الطريقة الختمية قد ثبت وانتشر في إقليم كردفان بتوفيق الله ثم بكد الشيخ إسماعيل رحمه الله. فصل الشيخ سنده الصوفي في رسالة السند فذكر في مطلعها شيخ شيخه وهو السيد الشريف الرئيس الحسني السيد أحمد بن إدريس الفاسي (1172-1253 هـ)المولود بميسور من ناحية فاس والمدفون بصبيا جنوب المملكة السعودية.

## تأسيس الطريقة
مكث الشيخ إسماعيل الولي في الطريقة الختمية سبعة أشهر فقط، وبعدها منّ الله عليه بالفتح وأحله في ذروة السطح وصار من أكابر الرجال فجاءه الإذن النبوي بتأسيس الطريقة الإسماعيلية. فقام بتأسيسها في العشر الأواخر من رمضان المبارك عام 1241هـ /1821 م.

## تراثه

### كتبه

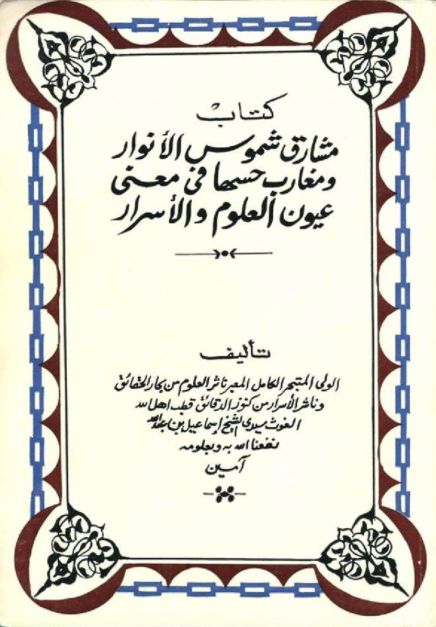
كتاب مشارق شموس الأنوار ومغارب حسها في معنى عيون العلوم والأسرار

للشيخ إسماعيل الولي أكثر من 76 كتاب منها:
1. كتاب مزيل الالتباس في عين غاية التسليم لهؤلاء الناس. وهو أول تاليفه وكان ذلك عام 1237 هـ
2. كتاب العهود الوافية الجلية في كيفية صفة الطريقة الإسماعيلية، وهو كتاب يبين الطريقة من بيان إبدائها واساسها واذكارها واسانيدها وفضلها وكيفية استعمالها وأدابها وغير ذلك.
3. كتاب مفتاح باب الدخول في حضرة الله والرسول، وهو مجموعة صلوات على الحبيب المصطفى سيد الانام موزعة على سبعة اسباع.
4. كتاب روضة السالكين ومنحة أهل الدنيا والدين، وهو جملة أحزاب وأدعية لبلوغ المآرب مرتبة كاوراد على السبعة أيام.
5. كتاب الواردات الملتمسة من الحضرة المقدسة، وهو كتاب لمولد الحبيب المصطفى عليه أفضل الصلاة والسلام مشتمل على نذر من اخبار الرسول المختار الف عام 1240 هـ
6. كتاب مشارق شموس الأنوار ومغارب حسها في معنى عيون العلوم والأسرار.
7. كتاب الصراط المستقيم في حضرة العليّ العظيم
8. كتاب الواردات اللّدنية في لعب العارفين بالدنيا الدنية
9. كتاب منية الطلاب في تفسير قولهم علم‘ الظاهر حجاب
10. كتاب تحذير السالكين في أكل الدنيا بالدين
11. كتاب القول الحق في النّهي عن مخالفة الخلق
12. كتاب عزيز المزام في لفظه من توحيد الأقوام
13. كتاب سراج الظلام في فوائد القيام
14. كتاب تبيين الحقيقة في الاجتماع على طعام العقيقة
15. كتاب تخليص الأخوان من حلول الخسران
16. كتاب تحريض الأحباب على لزوم الباب
17. السّند وألأجازة الكبرى في الطريقة الإسماعيلية الفخرى
18. كتاب شرح الأرجوزة المسماة بالفريدة المنظومة في مسائل العقيدة
19. كتاب إيضاح المقال في نهي القوم عن الجمع في الأخذ بين الرجال
20. كتاب وصية المحبين ضرر الرئاسة للسالكين
21. كتاب السهم الخرّاق لمن اعترض أحوال أولياء الملك الخلّاق
22. كتاب البيوت والدوائر في الكشف عما في الضمائر
23. كتاب الصلوات المسبعة المسماة بمفتاح باب الدخول في حضرة الله والرسول
24. كتاب الأوراد المسبعة المسمى برضوة السالكين ومنحة أهل الدنيا والدين
25. كتاب روح تلخيص المؤمنين عن سلوك طريق المخسرين

### شعره

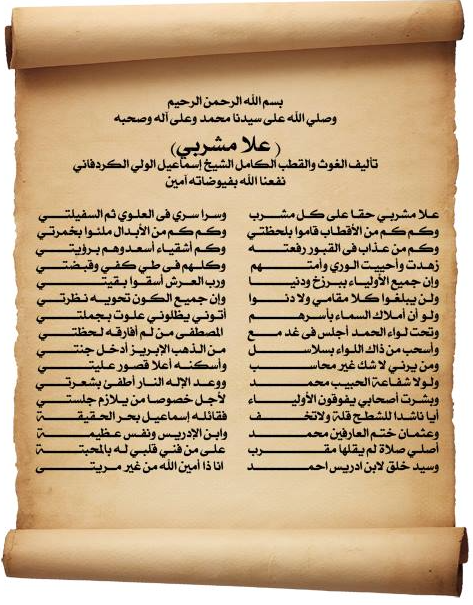
قصيدة علا مشربي

له العديد من الدواوين والمنظوم، منها:
1. ديوان الجواهر الزكيه المأخوذة من الحضرة القدسية
2. ديوان حدائق المشتاق في مديح حبيب الخلاق
3. ديوان الشطحات
4. قصيدةً ميمية في مدحه صلى الله عليه وسلم
5. منظومة في مدح شيخه بحر العرفان ومعدن الإتقان غوث أهل الله الميرغني السيد محمد عثمان
6. همزيته المسماة بالجواهر الذكية في مدح سيدنا محمد خير البرية.

### الأدعية والتوسلات
1. توسله المسمّى بالجواهر الفاخرة في قضاء حوائج الدنيا والآخرة
2. مولده المسمّى بالواردات الملتمسة من الحضرة المقدسة
3. أدعية وصلوات في أثناء الطريق لحج بيت الله وزيارة قبر نبيه صلى الله عليه وسلم
4. مناجاتٍ شريفيةٍ وأسرار لطيفية

## تلاميذه
للشيخ إسماعيل الولي تلاميذ مخلصين رفيعي الدرجات منهم:
1. الشيخ علي البليل وهو مدفون في قبة بقرية (أمان الله) ريفي أبو حراز ضواحي الأبيض وقبره ظاهر يزار.
2. الخليفة أحمد أبو زمام وقبـره بالأبيض بالقرب من قبة الشيخ إسماعيل الولي.
3. الخليفة مساعد عبد الرازق وهو مدفون بمقابر البكري بأم درمان.
4. الخليفة أحمد القموس وهو مدفون بقرية أم عشيرة ريفي الأبيض.
5. الخليفة عبد الرحمن الحجيري وهو مدفون بحلة حجير ريفي بـارا.
6. الخليفة الناير المنبوش وهو مدفون بقرية روفه ريفي أم روابة.
7. الخليفة آدم إسماعيل وهو مدفون بمنطقة أبو زبد.
8. الخليفة سلطان العريفي وهو مدفون بمنطقة أبو قايدة.

## زوجاته وذريته
تزوج الشيخ إسماعيل أكثر من مرة منهن:
1. السيدة/ زينب بنت الحاج محمد بشارة بن الأرباب سورج الدفاري، وهي والدة السيد أحمد الأزهري واخرين
2. السيدة/ آمنة بنت عبد الله داوود بن سليمان المحسي الصاردي وهي والدة السيد الباقر واخرين.
3. السيدة/ مريم بنت حاج الإمام، وهي والدة السيد محمد المكي والسيد البكري واخرين

هذا وقد انجب الشيخ إسماعيل عدد من الذكور ومن البنات تنتشر بها ذريته الآن بطول السودان وعرضه. فأولاده هم:
1. السيد/ محمد عثمان.
2. السيد / محمد المكي وهو أول من تولى رئاسة السجادة الإسماعيلية بعد وفاة والده وله عدة مؤلفات وقد بنيت القبة الحالية في خلافته.
3. السيد / أحمد الأزهري وهو قاضي القضاة في التركية السابقة وجدّ الرئيس الراحل إسماعيل الأزهري.
4. السيد / مصطفى البكري المدفون بمقابر البكري بأم درمان والتي سميت باسمه وله عدة مؤلفات في مدح الرسول صلى الله عليه وسلم.
5. السيد / المحجوب
6. السيد / إسحـاق
7. السيد / الباقر، وهو قاضي المهدية في نواحي السبيل باعمال الجزيرة
8. السيد / موسى
9. السيد/ حمد
10. السيد / عبد الله
11. السيد / أبو القاسم
12. السيد / الماحي.
13. السيد / أبو الغيث، وهو اصغرهم.

اما البنات فهن:
1. السيدة/ رابحة
2. السيدة/ عائشة، وهي شقيقه السيد الباقر ووالدة مؤرخ المهدية إسماعيل عبد القادر الكردفاني.
3. السيدة / ام الحسن
4. السيدة / سارة
5. السيدة / حرم
6. السيدة / بتول

## خلافته ووفاته
هذا وقد عهد الشيخ إسماعيل الولي بخلافته في الطريقة الإسماعيلية لنجله السيد محمد المكي بعد أن لاحت في الأفق بشارات نبوغه وصلاحه، بل جعله قيَّماً على أولاده وأمواله وصلى خلفه، أي تولى خلافته وهو في حياته.
انتقل الشيخ إسماعيل الولي للرفيق الأعلى في صبيحة يوم الثلاثاء 11 رجب 1280 هجرية الموافق 22 ديسمبر 1863 ميلادي